# 艾苏卢·特尼别科娃
艾苏卢·特尼别科娃（1993年5月4日—）是吉尔吉斯斯坦运动员、自由式摔跤运动员、五届亚洲冠军、两届世界冠军、世界杯冠军、各种国际比赛冠军、银牌东京奥运会奖牌获得者、吉尔吉斯共和国荣誉体育大师。